# Église Saint-Jean-l'Évangéliste de Drancy
Pour les articles homonymes, voir église Saint-Jean-l'Évangéliste.
L'église Saint-Jean-l'Évangéliste est une église catholique située à Drancy en Seine-Saint-Denis dépendant du diocèse de Saint-Denis. Elle est dédiée à saint Jean et se trouve à l'angle de l'avenue Marceau et de l'allée des Myosotis dans le quartier « Paris Campagne ».

## Architecture
L’église est une des premières construites par l'Œuvre des Chantiers du Cardinal, de même que l'église Saint-Louis-du-Progrès, puisque les travaux durent de 1933 à 1935. Elle doit desservir la nouvelle « Cité du Nord » dont la population a considérablement augmenté à cette époque. Les plans sont dus à l'architecte Jean Philippot, mais cette église ne sera jamais terminée, seuls ont été construits la nef et le clocher latéral à bâtière orné de meurtrières. L’ossature du bâtiment est entièrement en béton et recouverte de briques rouges.